# Ombrosaga delkeskampi
Ombrosaga delkeskampi är en skalbaggsart som beskrevs av Stefan von Breuning 1959. Ombrosaga delkeskampi ingår i släktet Ombrosaga och familjen långhorningar.
Artens utbredningsområde är Filippinerna. Inga underarter finns listade i Catalogue of Life.